# Stugeta mimetica
Stugeta mimetica är en fjärilsart som beskrevs av Aurivillius 1916. Stugeta mimetica ingår i släktet Stugeta och familjen juvelvingar. Inga underarter finns listade i Catalogue of Life.